# Preshal More
Preshal More is een berg op Isle of Skye in Schotland. De berg is 320 meter hoog en ligt naast Talisker. Op de Preshal More starten verschillende zijtakken van de Sleadale Burn.